# Récré A2
Récré A2 est une émission de télévision française pour la jeunesse diffusée sur la chaine Antenne 2 du 3 juillet 1978 au 29 juin 1988.

## Historique
Nommée directrice des programmes jeunesse d'Antenne 2 en 1977, Jacqueline Joubert, ancienne speakerine, animatrice et productrice, crée Récré A2, qu'elle produit comme une émission ouverte sur le monde, divertissante et informative. Il s'agit de l'émission jeunesse phare des années 1980 dont la devise est : « Apprendre en s'amusant ».
Au départ, l'émission ne doit être qu'estivale. Le 3 juillet 1978 est diffusée la première émission présentée par Dorothée, Gérard Chambre et Fabrice. Rencontrant un grand succès, l'émission est reconduite à la rentrée de septembre 1978, tous les jours de la semaine sur Antenne 2 pendant 10 ans. Récré A2 est alors diffusée les lundis, mardis, jeudis et vendredis de 17 h 30 à 18 h 30, puis de 17 h à 18 h, le mercredi après-midi de 15 h à 17 h, le samedi de 9 h à 11 h (à partir de 1986) et le dimanche entre 10 h et 11 h (de 1984 à 1987).
Durant les quatre premières saisons, Dorothée est préposée à l'animation des mercredis après-midi uniquement, de septembre à juin.
Récré A2 est déclinée pour la première fois le matin lors des vacances scolaires d'avril 1981 et présentée par Pierre Jacquemont et Isabelle Arrignon.
Une déclinaison estivale de 40 minutes, Récré à Table, fut diffusée avant le journal de la mi-journée d'Antenne 2, avec huit numéros exceptionnels les dimanches de juillet et août 1981.
En avril 1985, c'est la création de Récré A2 matin. D'abord présentée par Dorothée, cette émission est diffusée tous les mercredis matin en direct dans le studio de Télématin.
En 1986, Récré A2 reçoit le 7 d'or de la meilleure émission pour la jeunesse.
Récré A2 commence à un horaire plus tardif que les programmes du mercredi après-midi de TF1 : Visiteurs du mercredi de Christophe Izard et Croque-vacances à partir de 1980. Peu de concurrence frontale aussi avec Mercredi-moi-tout en 1982. Les horaires de Récré A2 se chevauchent plus avec Les Pieds au mur dès 1982, Vitamine dès 1983, et enfin le Club Dorothée sur la saison 1987/1988.
Après le départ précipité de Dorothée et François Corbier vers TF1 privatisée en septembre 1987, l'émission est présentée par Marie Dauphin, Charlotte Kady et Cabu.
Attristée qu'on débauche son équipe, sa créatrice Jacqueline Joubert démissionne de l'unité des programmes jeunesse d'Antenne 2 et devient directrice des fictions pour la jeunesse de la chaîne jusqu'en 1990. Récré A2 ferme ses portes le 29 juin 1988.

## Principe de l'émission
Récré A2 propose aux jeunes téléspectateurs la diffusion de fictions et séries pour la jeunesse de toutes origines (France, Allemagne, Royaume-Uni, Yougoslavie, États-Unis et Japon), des dessins animés, mais aussi des reportages (Le Monde selon Georges, Mambo Satin), des séquences avec des comédiens, des chansons (Discopuce) ainsi que diverses rubriques éducatives consacrées aux animaux (Terre des bêtes), au dessin, à la lecture (Bouquin, Bouquine, Latulu et Lireli, Lire, lire, lire), à la musique (Sido et Rémi), au théâtre (Jean qui rit, Jean qui pleure), à l'opéra (Récré à l'opéra), au bricolage, aux jeux vidéo, au cinéma (Ça c'est du cinéma, C'est Chouette), à la science (3-2-1 Contact), à la bande-dessinée (La Bande à Bédé, Flip bouc), à la géographie (Ton pays c'est quoi ?), etc.
L'émission diffusée en semaine est enregistrée et dure moins d'une heure. Elle enchaîne un ou deux dessins animés, une rubrique et se termine par la diffusion d'une série, le tout entrecoupé de saynètes jouées par un ou deux animateurs dans un décor de petit studio avec vue sur Paris ou devant un décor incrusté informatiquement (fond bleu).
L'émission du mercredi après-midi est diffusée en direct pendant deux heures et enchaîne dessins animés, rubriques et séries qui sont entrecoupés de petites comédies jouées par toute l'équipe de Récré A2 dans un décor qui change chaque semaine. À partir de 1985, l'émission n'est plus en direct et enchaîne séries et clips entrecoupés de comédies ou dramatiques jouées par toute l'équipe de Récré A2. Ces dernières finissent par devenir des séries à part entière avec leur propre générique diffusées à la suite des autres programmes de Récré A2 en 1987.

## Animateurs et comédiens
Jacqueline Joubert constitue une équipe nombreuse et hétéroclite. Au fil des saisons, l'équipe d'animateurs s'agrandit. Des speakers, des speakerines ou des personnalités issues du milieu du théâtre se joignent à l'émission. Ainsi, on peut voir se succéder notamment Dorothée, William Leymergie, Patrick Simpson-Jones, Ariane Gil, Cabu, Isabelle Arrignon, Pierre Jacquemont, Daniel Depenne, Jean-Claude Aumont, Gréta, Gaél, Jacqueline Vauclair, Jean Lacroix, Jean Martin, Bernard Montaigne, Brigitte Simonetta, Catherine Ceylac, Henriette Chardak, Lyvia d'Alché, Michèle Brousse, Laurence Delpierre, Françoise, Rodolphe, Zabou Breitman, Ariane Carletti, Alain Chaufour, Jacky, Jean-Jacques Chardeau, Elfie, Valérie Maurice, François Corbier, Julie Bataille, Véronique Baudoin, Luq Hamet, Marie Dauphin, Charlotte Kady, Emmanuelle Bataille, Bernard Moisan, François Montaigu et Bertrand Boucheroy.
Des intervenants récurrents participent aussi à l'aventure comme Gérard Majax, Gaston Cassez (Doggy Dog), Chantal Goya, Fabrice, Henri Dès, Jacqueline Joubert elle-même et son fils Antoine de Caunes qui a présenté une chronique « jeux vidéo ».
Cabu, dessinateur à Charlie Hebdo, crée pour l'émission la célèbre caricature de Dorothée, avec une queue de cheval et un nez long, pointu et recourbé vers le haut.
Durant ses dix années d'existence, le programme a connu plusieurs réalisateurs successifs : Anne Amado, Jacques Audoir, Yves Barbara, Chantal Baumann, Françoise Boulain, Nicolas Cahen, Jean-Jacques Goron, Annie Gosselet, Joseph Lewartowski, Jean-Louis Lorenzi, Roger Pradines, Robert Réa, Dominique Rocher, Jean-Pierre Spiero, Michel Treguer et Serge Witta.

## Dans la culture populaire
Vu son succès, l'émission a marqué des générations d'enfants, filles et garçons.
Le philosophe Vincent Cespedes écrit que Récré A2 avait la « volonté d'élever sans formater, d'émerveiller sans abrutir, de sensibiliser au respect sans flatter la défiance ». Malheureusement selon lui, l'émission s'est dégradée plus tard en « show pour le conditionnement des bébés hamsters ».
De son côté, l'historien Ivan Jablonka, analysant son enfance dans les années 1980, écrit que « Récré A2 distrayait et faisait rêver des millions d’enfants. [Après 17 h 30], les industriels du divertissement prenaient alors le relais des maîtresses d’école ».

## Programmes

### Animations
- Les Paladins de France[6] (15/09/1980)
- Le Petit écho de la forêt (04/01/1982)
- Les Quat'z'amis (03/07/1978)
- Téléchat (03/10/1983)
- Télétactica (11/09/1982)
- Les Aventures électriques de Zeltron (26/09/1979)

### Dessins animés
L'émission se veut innovante en matière de dessin animé et rencontre un immense succès notamment grâce à la diffusion de dessins animés japonais comme Goldorak, Candy, Albator, Cobra ou Lady Oscar, mais Jacqueline Joubert a également beaucoup contribué au développement de la production de dessins animés français pour Récré A2 comme Clémentine ou Les Mondes engloutis et a aussi participé à des coproductions comme Les Mystérieuses Cités d'or ou Yakari. Une autre part des dessins animés diffusés est d'origine américaine comme Les Schtroumpfs ou Les Maîtres de l'univers.
- Albator, le corsaire de l'espace (07/01/1980)
- Albator 84 (12/01/1984)
- Bibifoc (03/10/1985)
- Boule et Bill (04/03/1982)
- Candy (18/09/1978)
- Contes japonais (07/1979)
- Casper le gentil fantôme (1978)
- Chapi Chapo (1983)
- Clémentine (02/10/1985)
- Cobra (09/09/1985)
- Cosmocats (10/09/1986)
- Le Croque-Monstres Show (1983)
- Les devinettes d'Epinal (1983)
- Émilie (1979)
- L'Empire des Cinq (16/10/1985)
- Les Ewoks (07/01/1987)
- Les Aventures des Galaxy Rangers (09/09/1987)
- Georges de la jungle (06/10/1982)
- Goldorak (03/07/1978)
- L'île au trésor
- Jane de la jungle (13/09/1982)
- Johan & Pirlouit (10/10/1984)
- Judo Boy (1987)
- Kum Kum (08/07/1982)
- Lady Oscar (08/09/1986)
- Les Maîtres de l'univers (06/01/1984)
- Mamemo (01/07/1975)
- Méthanie (17/02/1982)
- Mimi Cracra
- Mio Mao (16/04/1979)
- Les Mondes engloutis (17/09/1985)
- Les Mystérieuses Cités d'or (28/09/1983)
- Pac-Man (10/09/1984)
- Papivole (13/07/1978)
- Les Petites Canailles (07/01/1984)
- La Petite Taupe (03/07/1978)
- Pimpa (La Pimpa) [7]
- Les Poupies (The Puppy's Further Adventures (en)) (11/09/1985)
- Quick et Flupke adaptation de la série de BD d'Hergé (1982)
- Rexie (juin 1981)
- Les Schtroumpfs (27/12/1982)
- Le Secret des Sélénites (1985)
- She-Ra, la princesse du pouvoir (24/01/1986)
- Sherlock Holmes (1986)
- Sophie la sorcière (1979)
- Le sourire du dragon (24/12/1986)
- Tarzan, seigneur de la jungle (04/1981)
- Tchaou et Grodo (09/1984)
- Tom Sawyer (13/12/1982)
- Le Tour du monde en 80 jours (08/1983)
- Transformers (1987)
- Le Voyage fantastique de Ty et Uan (10/09/1986)
- Wattoo-Wattoo (06/07/1978)
- Yakari (13/09/1983)

### Feuilletons et séries
- Barrières (Barriers (en)) (20/03/1982)
- Dick le rebelle (11/12/1981)
- Dorothée et le trésor des Caraïbes
- Dorothée et la voiture rouge
- Harold Lloyd's World of Comedy Time-life films, 1974
- Heidi (1982)
- Monsieur Merlin (4/02/1983)
- Le Prince et le Pauvre (16/11/1979)
- Les problèmes du Professeur Poppers (07/08/1978)
- Silas (14/10/1983)
- Spectreman (6/07/1982)
- San Ku Kaï (15/09/1979)
- X-Or (26/10/1983)
- Zora la rousse (9/01/1981)

### Émissions
- A 2000
- 3-2-1 Contact
- La Bande à Bédé
- Bleue comme une orange
- Bouquin Bouquine
- C'est Chouette
- Discopuce
- Flip bouc
- Jean qui rit, Jean qui pleure
- Latulu et Lireli
- Mambo Satin
- Mes mains ont la parole
- Le Monde magique de Chantal Goya
- Le Monde selon Georges
- Les P'tits Champions
- Poils aux plumes
- Récré à l'opéra
- Si on jouait au théâtre
- Terre des bêtes
- Ton pays c'est quoi ?

### Rubriques
- Maraboud'Ficelle
- Les blancs jouent et gagnent

## Génériques
- 1978 : Instrumental[8]
- Septembre 1978 à juin 1979 : Lets all chant[9] (The Michaël Zager Band)
- 1979 : Récré A2, amusons-nous[10],[11] (Samsong)
- 1980 : Récré A2, amusons-nous (Dorothée)
- 1980 : Ca va chanter, ça va danser (Dorothée)
- 10 mars 1982 : Enfin Récré A2[12],[13],[14] (Dorothée)
- 1982 : Récré A2 été (Elfie et Doggy Dog)
- 1er février 1984 : Bonjour Dorothée![15] (Dorothée)
- 1984 : Y'en a qui[16],[17] (Marie Dauphin)
- 1985 : Instrumental
- 1986 : Instrumental (nouveau)[18]

Les musiques des interludes avec "les petits A2" sont signées par Jean-Jacques Perrey